# Ang Kapatiran
Ang Kapatiran Party (AKP) is een politieke partij in de Filipijnen. De partij werd in 2004 opgericht. De eerste verkiezingen waaraan deze partij deelnam waren de verkiezingen van 2007. Van de dertig kandidaten die namens Ang Kapatiran deelnamen aan deze verkiezingen slaagde slechts John Carlos de los Reyes erin te worden gekozen. De los Reyes werd gekozen tot raadslid van Quezon City. Voor de verkiezingen van 2010 heeft de partij opnieuw diverse kandidaten ingeschreven. John Carlos de los Reyes is de vlaggendrager van de partij en doet mee aan de presidentsverkiezingen.